# Capbreton
Capbreton (gaskonsko Cap Berton) je letoviško naselje in občina v francoskem departmaju Landes regije Akvitanije. Naselje je leta 2012 imelo 8.238 prebivalcev.

## Geografija
Kraj leži v pokrajini Gaskonji ob Biskajskem zalivu, 35 km jugozahodno od Daxa.

## Uprava
Občina Capbreton skupaj s sosednjimi občinami Bénesse-Maremne, Josse, Labenne, Orx, Saint-Jean-de-Marsacq, Sainte-Marie-de-Gosse, Saint-Martin-de-Hinx, Saint-Vincent-de-Tyrosse, Saubion in Saubrigues sestavlja kanton Saint-Vincent-de-Tyrosse s sedežem v Saint-Vincentu. Kanton je sestavni del okrožja Dax.

## Zanimivosti
- cerkev sv. Nikolaja iz 16. stoletja, vmesna postaja na primorski varianti romarske poti v Santiago de Compostelo, Voie de Soulac,
- ribiško in turistično pristanišče,
- peščene plaže,
- pomol,
- svetilnik phare de Capbreton.